# Odissea
L'Odissea (grec antic: Ὀδύσσεια) és el segon dels dos grans poemes èpics en grec antic que hom atribueix a Homer. És una de les obres literàries més antigues que encara tenen un gran nombre de lectors en temps moderns. Igual que la Ilíada, es divideix en vint-i-quatre cants. Narra les peripècies d'Odisseu (o Ulisses), un heroi grec rei d'Ítaca, en el seu retorn a casa després de la guerra de Troia. Acabat el conflicte després de deu anys, la seva tornada de Troia a Ítaca, passant per Àfrica i el sud d'Europa, en dura uns altres deu, en el decurs dels quals es troba tot un seguit de perills i adversaris que es cobren la vida de tots els seus companys de viatge. Mentrestant, a Ítaca, la seva llarguíssima absència fa que hom doni Odisseu per mort, així que la seva muller, Penèlope, i el seu fill, Telèmac, han de contendre amb un grup de pretendents odiosos que es disputen la mà de Penèlope.
Es considera l'Odissea un dels poemes fundacionals del cànon literari occidental. La seva influència és notòria en molts temes de mitologia, en obres modernes (com a James Joyce) i en llibres d'altres cultures. La paraula odissea ha passat a significar ‘viatge ple d'aventures’ en la llengua comuna.
En català s'han fet diverses traduccions de l'Odissea, entre les quals destaquen les versions en hexàmetres de Carles Riba (1919, 1947-1948 i 1953, la darrera controlada pel poeta, publicada per Editorial Alpha i reeditada en dos volums el 2010 per La Casa dels Clàssics amb correccions i el text grec original en la Col·lecció Bernat Metge) i de Joan F. Mira el 2011, publicada per Edicions Proa.

## Tema i estructura
Relata les aventures de l'heroi grec Odisseu (també anomenat Ulisses) des que va partir de la conquerida Troia fins que torna a casa, a Ítaca. En un principi, era un poema oral, després es va fixar per escrit i es va traduir a centenars de llengües. Està compost de 12.109 hexàmetres distribuïts en 24 cants. Aquests 24 cants poden agrupar-se en tres parts: El viatge de Telèmac, Les aventures d'Ulisses i La venjança d'Ulisses. Probablement, va ser compost al segle ix aC.
L'Odissea és una obra de composició complexa, per la barreja de temps i gèneres que utilitza. Aprofita mites coneguts i els intercala en les aventures de l'heroi, de manera que el públic sentia el plaer de sentir històries conegudes, però en una nova versió que feia més important el protagonista. Els mites poden ser també d'altres cultures. L'obra conté elements típics de l'èpica de recitació oral, com les fórmules memorístiques i els epítets dels personatges. Aquesta mena de composició l'ha fet molt atractiva i influent a escriptors de totes les èpoques, i en especial a la literatura del segle xx, començant per l'Ulisses de James Joyce (1922).
És un exemple de literatura d'aventures i de viatges, si bé el marc del Mediterrani aviat esdevé mític, amb llocs imaginaris i intromissions de l'altre món. Els temes són universals: l'amor familiar contra les aventures de la passió, el retorn a la llar, la pugna entre civilització i natura, la gelosia femenina o l'equilibri entre el seny i la rauxa (el cantó apol·lini i dionisíac per als grecs).

## Argument

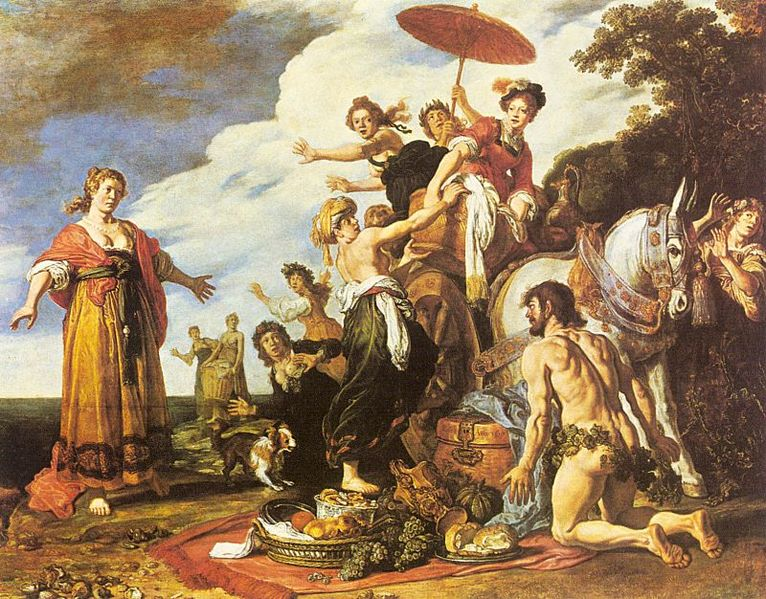
Odisseu i Nausica, de Pieter Lastman, 1619 - Alte Pinakothek, Múnic

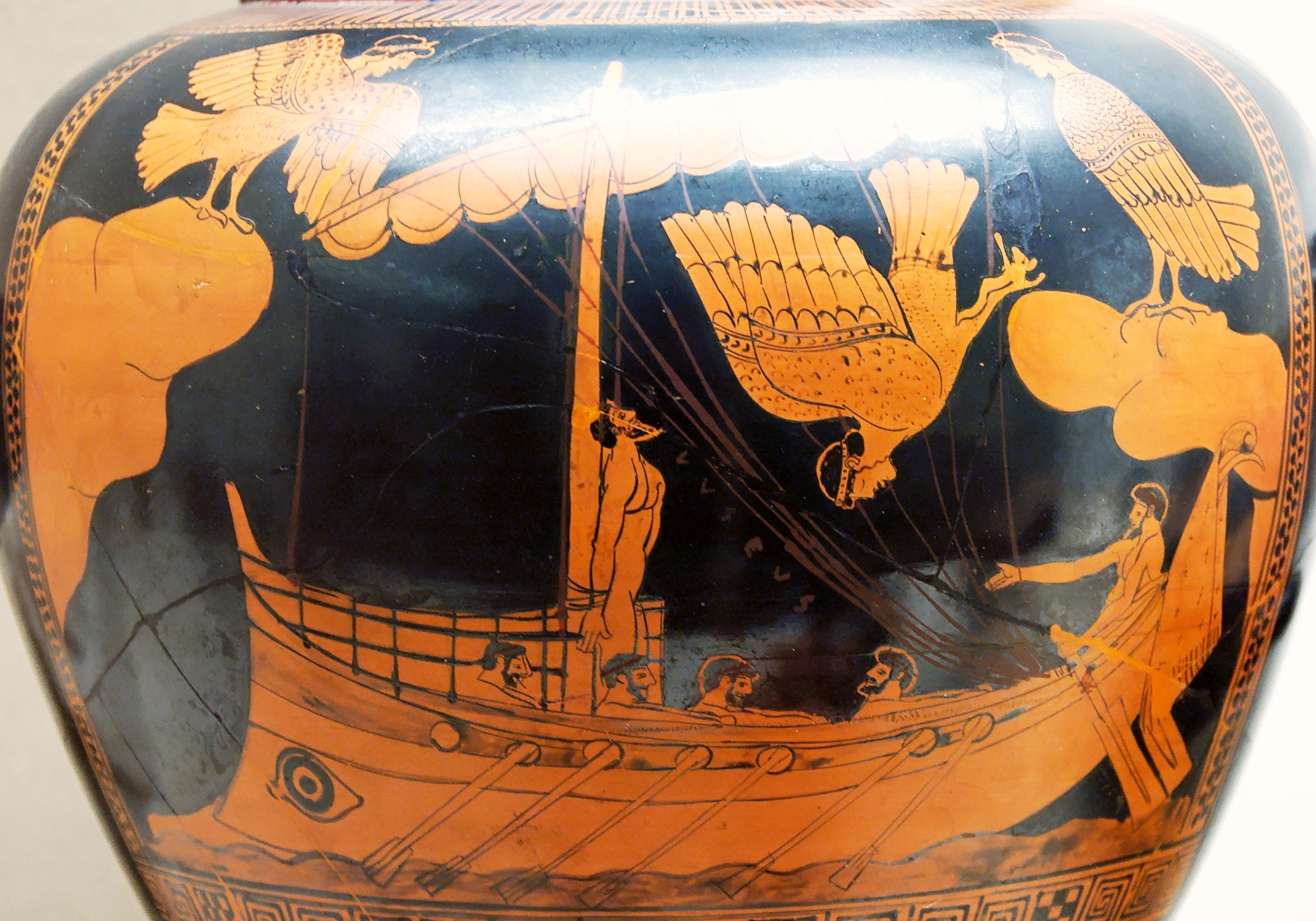
Ulisses i les Sirenes, vas epònim 480 aC-470 aC (Museu Britànic)

Acabada la contesa troiana, els herois aqueus supervivents han tornat a les seves respectives llars després de feixucs viatges. Odisseu, però, és retingut per la nimfa Calipso després de deu anys de la seva partida de Troia. En aquest moment, Zeus, per tal de decidir el retorn d'Odisseu a la seva pàtria, convoca una assemblea de déus a l'Olimp. La dea Atena s'erigirà en advocada i protectora d'Odisseu. Obtingut el permís del pare dels déus, Atena parteix cap a Ítaca, on convenç Telèmac, el fill d'Odisseu, per tal que cerqui son pare per les ciutats dels diferents herois aqueus ja retornats de Troia. Seguint, doncs, aquestes ordres, visita Nèstor a Pilos d'Èlide, i Menelau i Helena a Esparta, sense que aconsegueixi saber res del retorn de son pare. Mentrestant, a Ítaca, la noblesa, creient mort Odisseu, vol casar Penèlope, esposa de l'heroi, la qual va posposant el moment de triar marit a l'acabament d'una estora que va fent de dia i que desfà de nit, i aquesta noblesa ordeix l'assassinat de Telèmac.
Aquí es produeix el primer flash-back de l'obra: en el cant V, apareix Hermes, el déu missatger, donant la notícia a la nimfa Calipso de la voluntat de Zeus de permetre el retorn d'Odisseu a la seva pàtria. Aquesta acata les ordres divines i permet la marxa de l'heroi, el qual construeix un rai, parteix i naufraga. Més tard, aconsegueix salvar-se, tot atenyent l'illa dels feacis, on Nausica, filla del rei Alcínous, se n'enamora i el condueix a palau. Allí, seguint les sagrades normes d'hospitalitat de l'època, se l'acull, se li permet l'estada i se'l convida a un banquet suculent. En aquest banquet, són cantades per un aede les gestes de la Guerra de Troia i les del mateix Odisseu. En escoltar-les, l'heroi no pot reprimir l'emoció i es posa a plorar. Una vegada confessada la seva veritable identitat, Odisseu passa a narrar en un segon flash-back en primera persona el retorn de Troia amb les consegüents aventures:
- Al país dels cicons.
- Al país dels lotòfags.
- Amb el ciclop Polifem.
- A l'illa d'Èol.
- La pèrdua d'una part important de la seva flota al país dels lestrígons.
- L'arribada i estada d'Odisseu i de la resta de companys a l'illa de la fetillera Circe.
- El descens a l'Hades.
- Les dificultats del retorn amb les escenes de les sirenes, les roques mòbils Escil·la i Caribdis, i les vaques d'Hèlios.

Un cop acabada la narració, hom retorna l'acció a la partida de Feacia envers Ítaca. Arribat, doncs, a Ítaca, i seguint els consells d'Atena, la qual no l'abandona en tota la tornada, adopta l'aspecte d'un pidolaire per tal de no fer sospitar ningú i poder actuar amb sorpresa davant els excessos dels nobles aristòcrates pretendents de la seva muller, Penèlope. És justament en aquest moment quan Telèmac arriba del seu periple, i, fent cas de la profecia que del retorn de son pare havia fet Helena, el reconeix després de vint anys de la seva partida cap a Troia. Ambdós planejaran la venjança.
Introduït Odisseu a palau amb l'aspecte de pidolaire, pateix algunes vexacions per part de servents i pidolaires. A poc a poc, va sent reconegut pels antics servents de palau. Fins molt més tard, però, no serà reconegut per la seva fidel esposa. Serà en el famós certamen de l'arc, en què només Odisseu serà capaç de tibar-lo i passar la fletxa pel forat de les destrals arrenglerades. Immediatament després, es fa conèixer als pretendents i, ajudat pel seu fill Telèmac, i pels fidels servents Eumeu i Fileci, occirà gairebé tots els pretendents.
Per acabar, serà reconegut amb emoció per una perplexa Penèlope, visitarà son ancià pare, posarà pau a una revolta de familiars dels pretendents occits i tornarà a regnar amb seny i enginy sobre Ítaca.

## Estructura
L'obra consta de 24 cants. Igual que molts poemes èpics antics, comença en media res, cosa que significa que comença a la meitat de la història, contant-hi els fets anteriors a base de records o narracions del mateix Odisseu. El poema està dividit en tres parts. En la Telemàquia (cants de l'I al IV), s'hi descriu la situació d'Ítaca amb l'absència del seu rei, el sofriment de Telèmac i Penèlope a causa dels pretendents, i com el jove emprèn un viatge a la recerca del seu pare. A la tornada d'Odisseu (cants V al XII), aquest arriba a la cort del rei Alcínou i hi narra totes les seves aventures des que sortí de Troia. Finalment, en la venjança d'Odisseu, es descriu la tornada a l'illa, el reconeixement per algun dels seus esclaus i el seu fill, i com Odisseu es venja dels pretendents matant-los a tots. Després d'això, Odisseu és reconegut per la seva dona Penèlope i recupera el seu regne. Finalment, es fa la pau entre tots els habitants d'Ítaca.

### Cant I: Concili dels déus. Exhortació d'Atena a Telèmac
L'Odissea comença amb Homer invocant la Musa perquè contés el que va passar a Odisseu després de destruir Troia. En una assemblea dels déus grecs, Atena advoca per la tornada de l'heroi a la seva llar, que porta molts anys retingut a l'illa d'Ogígia de la venerable nimfa Calipso. Tots els déus es compadeixen, menys Posidó, que està irritat perquè Odisseu va encegar el ciclop Polifem. Envien Hermes a Ogígia per dir a Calipso la decisió de la tornada d'Odisseu i Atena animaria el seu fill Telèmac a anar a Pilos d'Èlide i Esparta per informar-se del retorn del seu pare. Atena —prenent la figura de Mentes, rei dels tafis— arriba al palau d'Odisseu i veu que està envaït per desenes de pretendents que busquen la mà de la seva dona Penélope i diu a Telèmac que el seu pare no és mort i l'aconsella que viatgi a Pilos d'Èlide a buscar Nèstor i després a Esparta, al palau de Menelau, a la recerca de notícies del seu pare. A l'assemblea, els pretendents se'n burlen.

### Cant II: Telèmac reuneix en assemblea el poble d'Ítaca
El palau d'Odisseu es troba envaït per desenes de pretendents que busquen la mà de la seva dona, Penèlope, creient que ell ha mort. Gràcies a l'ajut d'Atena, apareguda ara en forma de Mèntor, el jove convoca una assemblea a l'àgora per expulsar-ne els superbs pretendents de la seva llar. Finalment, Telèmac aconsegueix una nau i emprèn viatge a Pilos d'Èlide a la recerca de notícies sobre el seu pare.

### Cant III
Telèmac viatja a Pilos per informar-se sobre el seu pare. A Pilos, es troba amb el rei Nèstor, i el fill d'aquest, Pisístrat. Nèstor, després d'explicar-li el que va succeir a Troia, no pot donar-li cap informació sobre el seu pare.

### Cant IV
Telèmac continua el viatge fins a Esparta acompanyat per Pisístrat, per informar-s'hi sobre el seu pare. Allí el reben Helena i Menelau. Aquest li conta la seva conversa amb Proteu, el qual l'informà sobre la sort que havia tingut Odisseu i que en aquell moment es trobava en una illa retingut per la nimfa Calipso. Mentrestant, els pretendents, que coneixien el viatge del jove, li preparen una emboscada a la seva tornada.

### Cant V
Odisseu arriba a Esquèria dels feacis. En una nova assemblea dels déus, Zeus pren la decisió d'enviar el missatger Hermes a l'illa de Calipso perquè aquesta deixi marxar-ne Odisseu. La nimfa li promet la immortalitat si s'hi queda, però malgrat aquesta oferta l'heroi prefereix anar-se'n. En quatre dies, es construeix una barca i després emprèn el viatge el cinquè dia. Malauradament, la seva embarcació és enfonsada pel déu Posidó, enfadat amb Odisseu d'ençà que el grec cegà el seu fill Polifem. Odisseu rep l'ajuda d'Atena, qui li dona una manta amb la qual ha de tapar-se el pit i nedar vers l'illa dels feacis.

### Cant VI

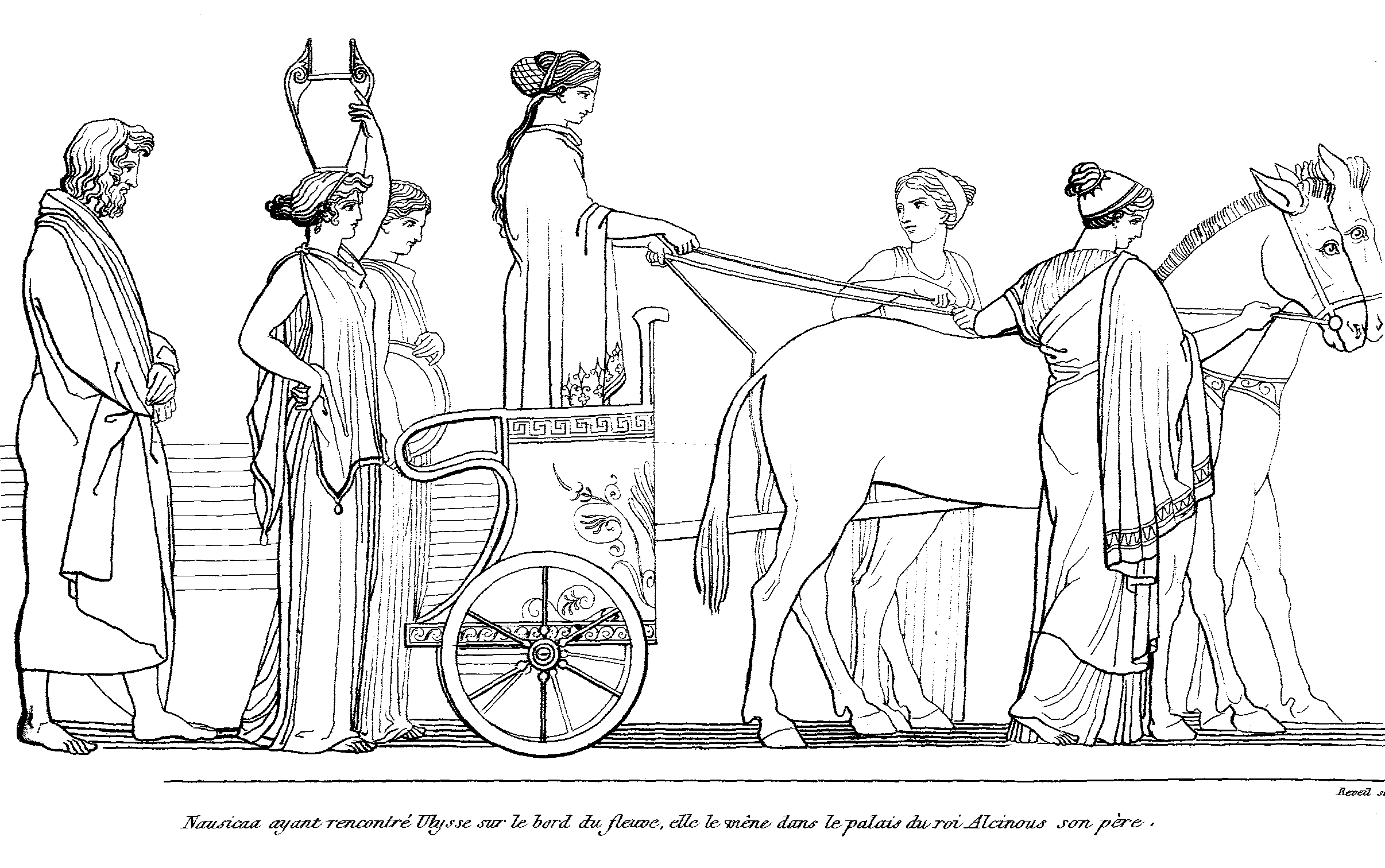
Nausica acompanyant Ulisses, il·lustració de John Flaxman (1810)

Atena visita, en un somni, la princesa Nausica, filla d'Alcínou, rei d'Esquèria i l'afanya a tenir les seves responsabilitats com a muller en edat de casar-se. En despertar-se, Nausica demana al seu pare un carro amb ases per anar a rentar roba al riu. Mentre ella i les seves esclaves descansaven i d'altres juguen a pilota, Odisseu es desperta, les veu i demana ajuda a la princesa. Nausica, impressionada per la seva manera de parlar, acull l'heroi i li dona aliments. Després li diu que la segueixi cap a la casa del rei i li indica com demanar-li a la seva mare, la reina, hospitalitat. Li assenyala un bosc consagrat a Atena als afores de la ciutat on pot descansar. Odisseu aprofita l'ocasió per implorar a la dea que el rebin i l'ajudin a tornar a la seva illa pàtria.

### Cant VII: Odisseu al palau d'Alcínou
Odisseu és rebut al palau d'Alcínou, rei dels feacis (fou guiat fins allà per Atena), i el convida al banquet que s'hi celebrarà. Odisseu conta el que va ocórrer fins aquell moment, amb la qual cosa el rei queda impressionat. Aquest li ofereix la mà de la seva filla, però Odisseu no l'accepta, per la qual cosa el rei canvia el seu oferiment per ajudar-lo a arribar a la seva illa.

### Cant VIII: Odisseu estimat pels feacis
Se celebra una festa al palau en honor de l'hoste, que encara no s'ha presentat. Després d'una competició d'atletisme, en què Odisseu impressiona el públic amb un gran llançament de disc, comença el banquet. L'aede Demòdoc amenitza el menjar amb un cant sobre la Guerra de Troia. En parlar de l'episodi del cavall de Troia, Odisseu es posa a plorar, i el rei mana a l'aede que deixi de cantar, i pregunta a l'hoste sobre la seva vertadera identitat.

### Cant IX: Odisseu conta les seves aventures: els cicons, els lotòfags i els ciclops
Odisseu es presenta, i comença a relatar la seva història des que sortí de Troia. Primer destruïren la ciutat d'Ísmar, on va perdre bastants companys. Més tard, arribaren a l'illa dels lotòfags. Allà, tres companys menjaren el lotus, i hi perderen el desig de tornar, per la qual cosa va haver d'emportar-se'ls a la força. Posteriorment, arribaren a l'illa dels ciclops. En una caverna, es trobaren amb Polifem, fill de Posidó, que es menjà alguns dels seus companys. Estaven atrapats a la cova, car estava tancada amb una enorme pedra que els impedia sortir-ne. Odisseu, amb la seva astúcia, emborratxà amb vi Polifem i manà afilar un pal amb el qual varen cegar el ciclop mentre dormia. Aconseguiren sortir-ne ocultant-se sota pells d'ovella.

### Cant X: L'illa d'Èol. El palau de Circe, la bruixa
Odisseu continua narrant com viatjaren fins a l'illa d'Eòlia, que tractà d'ajudar-los a viatjar vers Ítaca. Èol donà a Odisseu una bossa de pell que contenia tots els vents. En apropar-se a Ítaca, els seus homes varen decidir veure el que hi havia a la bossa, deixant sortir-ne tots els vents i creant una tempesta que els feu desaparèixer l'esperança de la tornada a la llar. Després de sis dies de navegació, arribaren a l'illa de Circe, qui va dir a l'heroi que, per tornar a casa seva, abans hauria de passar pel país dels morts. Igual que Calipso, Circe s'havia enamorat d'Odisseu, però cap de les dues va veure's corresposta.

### Cant XI: El reialme dels morts
A les portes de l'Hades, a Odisseu se li aparegueren la seva mare i molts dels seus companys en la Guerra de Troia. Parlà amb l'endeví Tirèsias, qui li profetitzà una difícil tornada a Ítaca.

### Cant XII: Les sirenes. Escil·la i Caribdis. L'illa del Sol. Ogígia

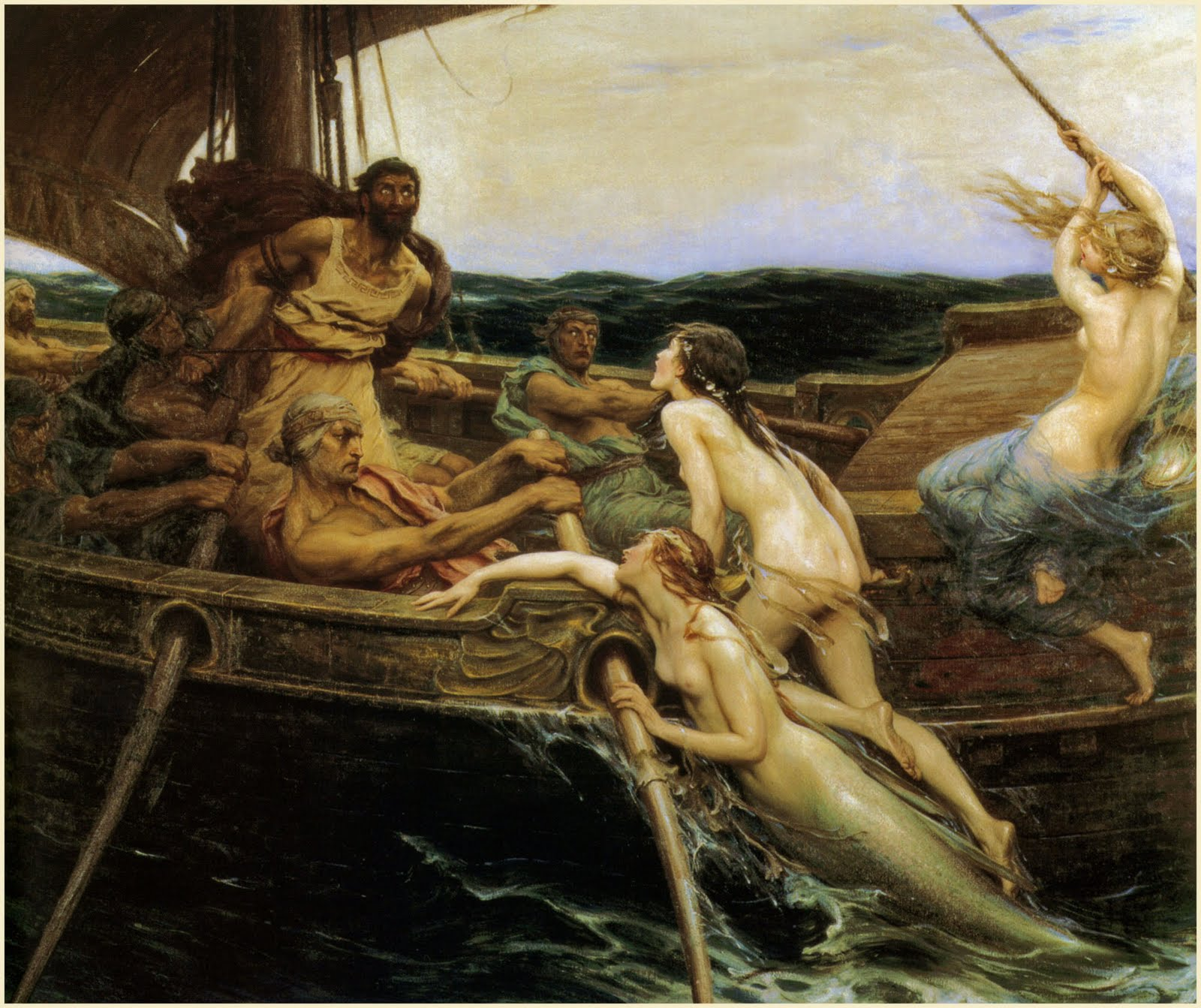
Ulisses i les sirenes, quadre d'Herbert James Draper

De nou en ruta, varen aconseguir escapar de les sirenes, el cant de les quals feia embogir aquells que l'escoltessin. Per això, seguint els consells de Circe, Odisseu manà als seus homes tapar-se les orelles amb cera exceptuant-lo a ell i manà ser lligat al pal major. Escaparen també de les perilloses Caribdis i Escil·la (filla de Forcis). Aconseguiren arribar a Trinàcria (nom grec de Sicília), l'illa del Sol. Tot i les advertències de no tocar el ramat d'Hèlios, els companys sacrificaren diverses bèsties, cosa que provocà la còlera del déu. En fer-se de nou a la mar, Zeus llençà un llamp que destruí i enfonsà la nau, i únicament va sobreviure Odisseu. Finalment, arribà a l'illa de Calipso (lloc on es troba al principi de la història).

### Cant XIII: Els feacis acomiaden Odisseu. Arribada a Ítaca
Quan l'heroi acaba de contar el seu viatge, el rei ordena la seva tornada a la llar. Acompanyat per navegants feacis, arriba a Ítaca. Atena el disfressa de rodamón per evitar ser reconegut. Seguint el consell de la dea, va a demanar ajuda al seu fidel porquerol, Eumeu.

### Cant XIV: Odisseu a casa d'Eumeu
Odisseu no revela la seva vertadera identitat a Eumeu, qui el rep amb menjar i una manta. Es troba amb la dea Atena, i junts preparen la venjança contra els pretendents.

### Cant XV: Telèmac retorna a Ítaca
Atena aconsella el jove Telèmac sortir d'Esparta i tornar a la seva llar. Mentrestant, Eumeu relata la seva vida i els seus orígens al rodamón, i de com arribà al servei d'Odisseu.

### Cant XVI: Telèmac reconeix Odisseu
Gràcies a l'ajut de la deessa, el jove aconsegueix eludir la trampa que els pretendents li havien parat a l'entrada de l'illa. Un cop a terra, es dirigeix per consell de la deessa a casa d'Eumeu, on coneix el suposat rodamón. Quan Eumeu marxa a casa de Penèlope a donar-li la notícia de la tornada del seu fill, Odisseu revela la seva identitat a Telèmac, i li assegura que era el seu pare de debò, a qui no veia des de feia vint anys. Després d'una bona abraçada, planegen la venjança, amb l'ajuda de Zeus i Atena.

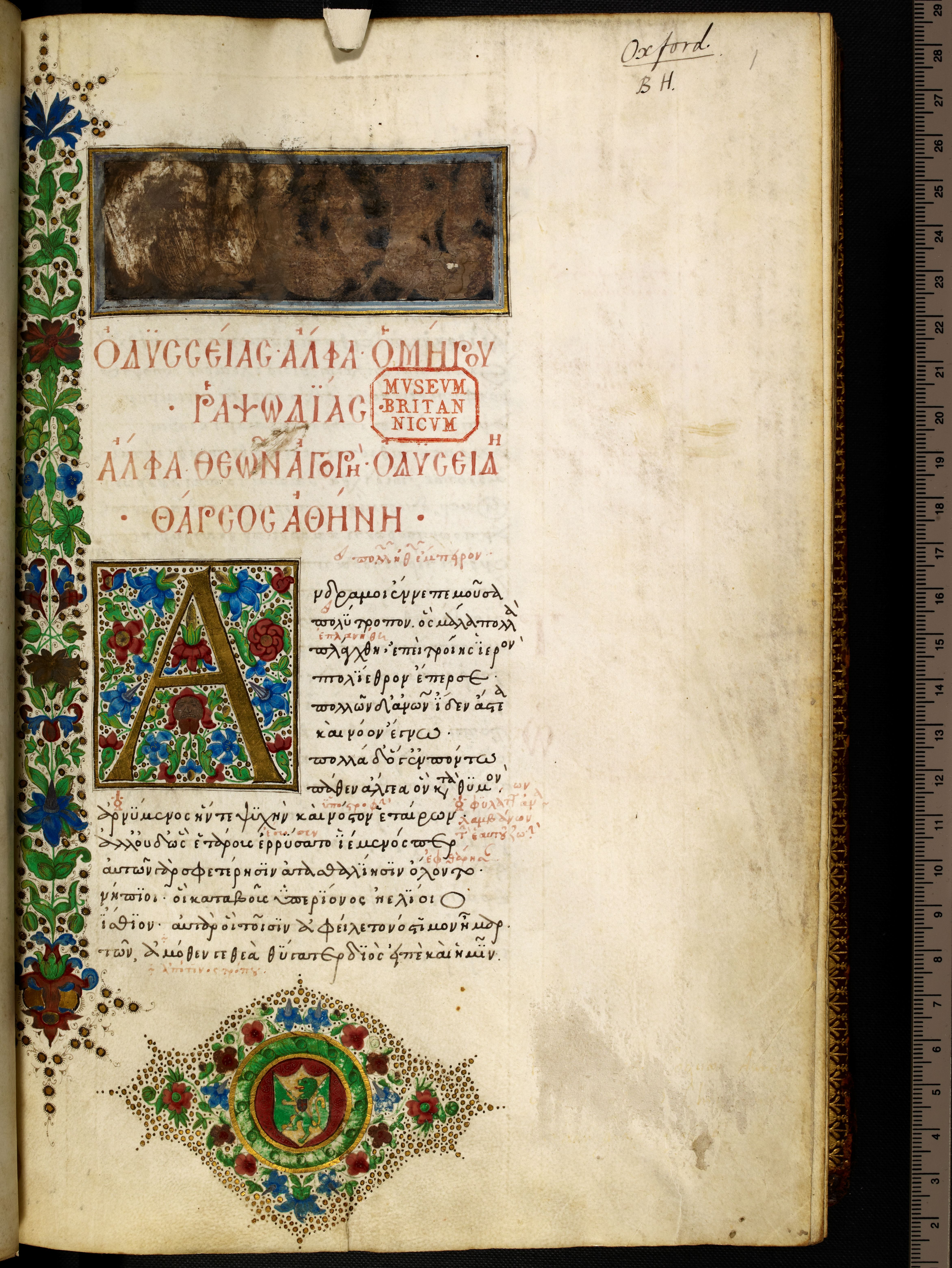
Homer, Odyssey, manuscript, 3rd quarter of the 15th century (British Library)

### Cant XVII: Odisseu mendica entre els pretendents
L'endemà, Odisseu, de nou com a rodamón, es dirigeix al seu palau. Només és reconegut pel seu gos Argos, que, ja vell, mor davant del seu amo. En demanar menjar als pretendents, és humiliat i fins i tot colpejat per aquests.

### Cant XVIII: Els pretendents vexen Odisseu
Apareix un rodamón real, anomenat Arneu o Iros, que solia passar-se pel palau. Iros, segons el traductor, seria una forma masculina del nom d'Iris, la missatgera dels déus, «ja que sempre que algú ho demanava els portava missatges».
Aquest, rient-se d'Odisseu, el repta a una baralla. Els pretendents accepten que el guanyador es quedi amb ells a menjar. Odisseu, després de treure's la seva manta i deixar veure els seus músculs, guanya fàcilment al rodamón. Tot i la victòria, ha de continuar suportant les vexacions dels orgullosos pretendents.

### Cant XIX: L'esclava Euriclea reconeix Odisseu

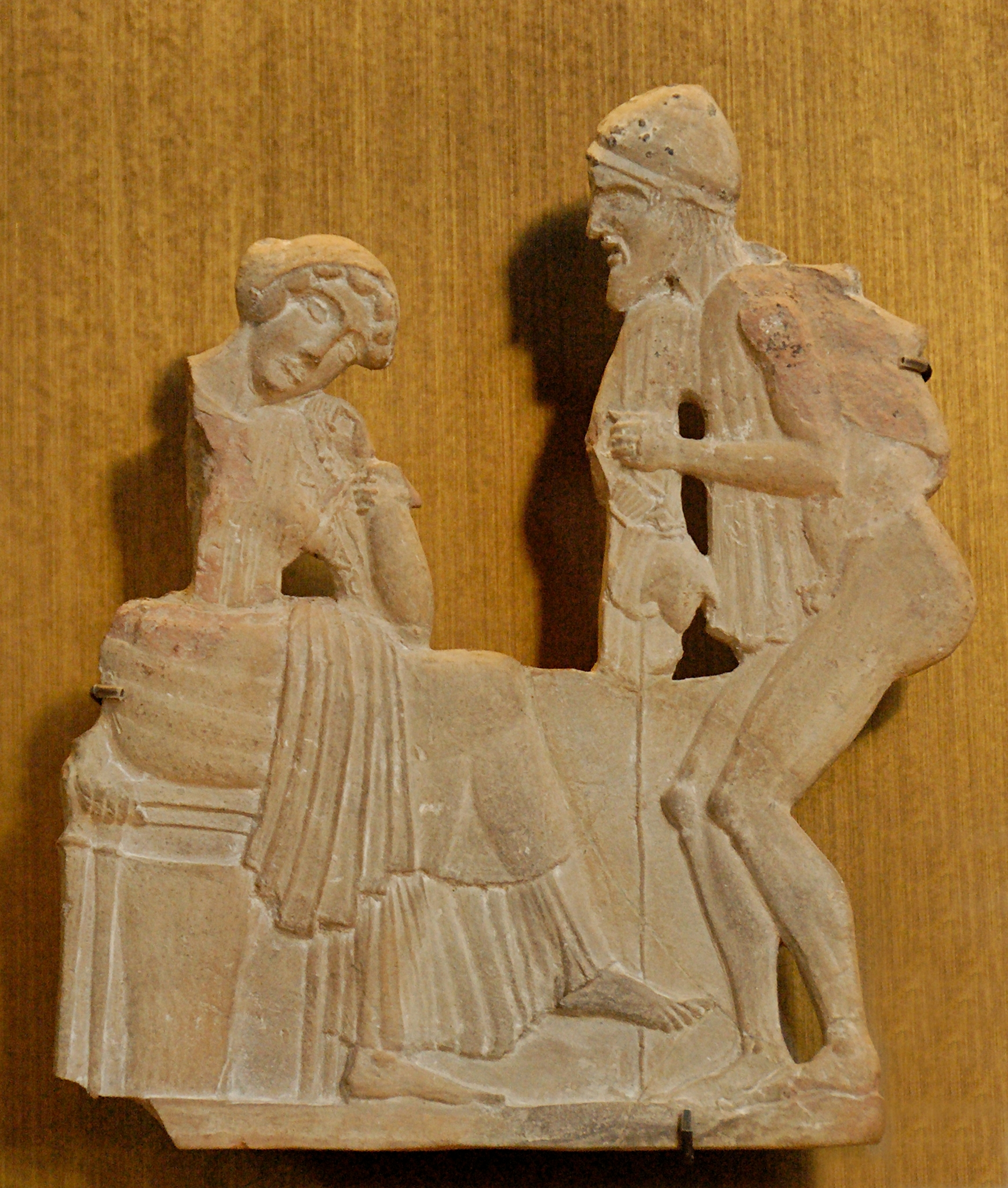
Ulisses disfressat de pidolaire prova la fidelitat de Penèlope. Relleu de terracota, del voltant de 450 aC, Museu del Louvre

Odisseu, ocultant la seva vertadera identitat, manté una llarga conversa amb Penèlope, que ordena a la seva criada Euriclea que el banyi. Aquesta, que fou dida de l'heroi quan era petit, reconeix una cicatriu que a Odisseu li feu un porc senglar quan es trobava caçant al mont Parnàs. L'esclava reconeix el seu amo, que demana de guardar silenci per no fer fracassar els plans de venjança.

### Cant XX: L'últim sopar dels pretendents
Un profeta, amic de Telèmac, adverteix els pretendents que aviat els murs es tacarien de llur sang. Tot i que algun d'ells creu la profecia i en fuig, la gran majoria se'n riu de l'endevinació.

### Cant XXI: El certamen de l'arc
En aquest moment, Penèlope, l'esposa d'Odisseu, comença a perdre credibilitat entre els pretendents, que comencen a pensar que els pren el pèl. Per aquesta situació, Telèmac, que ja ha vist el seu pare de tornada, li dona la idea de fer una prova final per als pretendents, que significarà un pla de venjança d'Odisseu sobre aquest grup de nobles que han envaït i han saquejat el seu regne. La prova tracta que primer de tot han d'aconseguir  encordar l'arc d'Odisseu, i en cas positiu després han de disparar una fletxa que passi per l'ull de dotze llances alineades. Només qui faci tota la prova correctament tindrà dret a casar-se amb Penèlope i regnar a Ítaca. Paral·lelament, el pidolaire (que és Odisseu disfressat per Atena) traça els últims detalls del seu pla. Telèmac s'encarrega d'emportar-se fora del palau tot el servei (criats, servents...) i, juntament amb Odisseu, van a buscar les seves armes per combatre els pretendents.
Aquests arriben a la sala del tron, creient que van a un banquet. Quan els explica la prova Penèlope, es queden amb ànsia i tenen unes ganes boges de fer-ho. Un a un, intenten diversos cops (Telèmac, Antínous, Eurímac…) completar-la, però cap aconsegueix ni tan sols encordar l'arc. Finalment, farts d'intentar-ho i no aconseguir-ho, alguns en desisteixen. Antínous vol posposar-ho per un altre dia amb l'excusa que li falten energies, però de sobte es porten tots una gran sorpresa. El pidolaire demana si pot intentar fer ell la prova. Els pretendents se'n riuen, però, com que creuen que és incapaç d'aconseguir-ho, li deixen intentar-ho. El captaire agafa l'arc, i sense una aparent complicació l'aconsegueix encordar l'arc de forma adequada. A continuació, es disposa a disparar la fletxa i fer-la passar per l'ull de les dotze llances. Els pretendents es queden sorpresos perquè el captaire ha pogut encordar l'arc, però creuen que ha sigut sort i continuen pensant que no passarà la prova. El captaire dispara la fletxa i passa per l'ull de les llances. Els pretendents es queden de pasta de moniato. No poden creure's el que han vist. En aquell moment, el captaire es transforma en Odisseu. Els pretendents ara sí que comencen a sentir por. Les portes de la sala es tanquen i apareix Telèmac armat. A continuació, entre Ulisses i Telèmac donaran mort a tots els pretendents un per un després d'una sagnant lluita. Així, doncs, Ulisses recuperarà el seu regne i la seva família.

### Cant XXII: La venjança

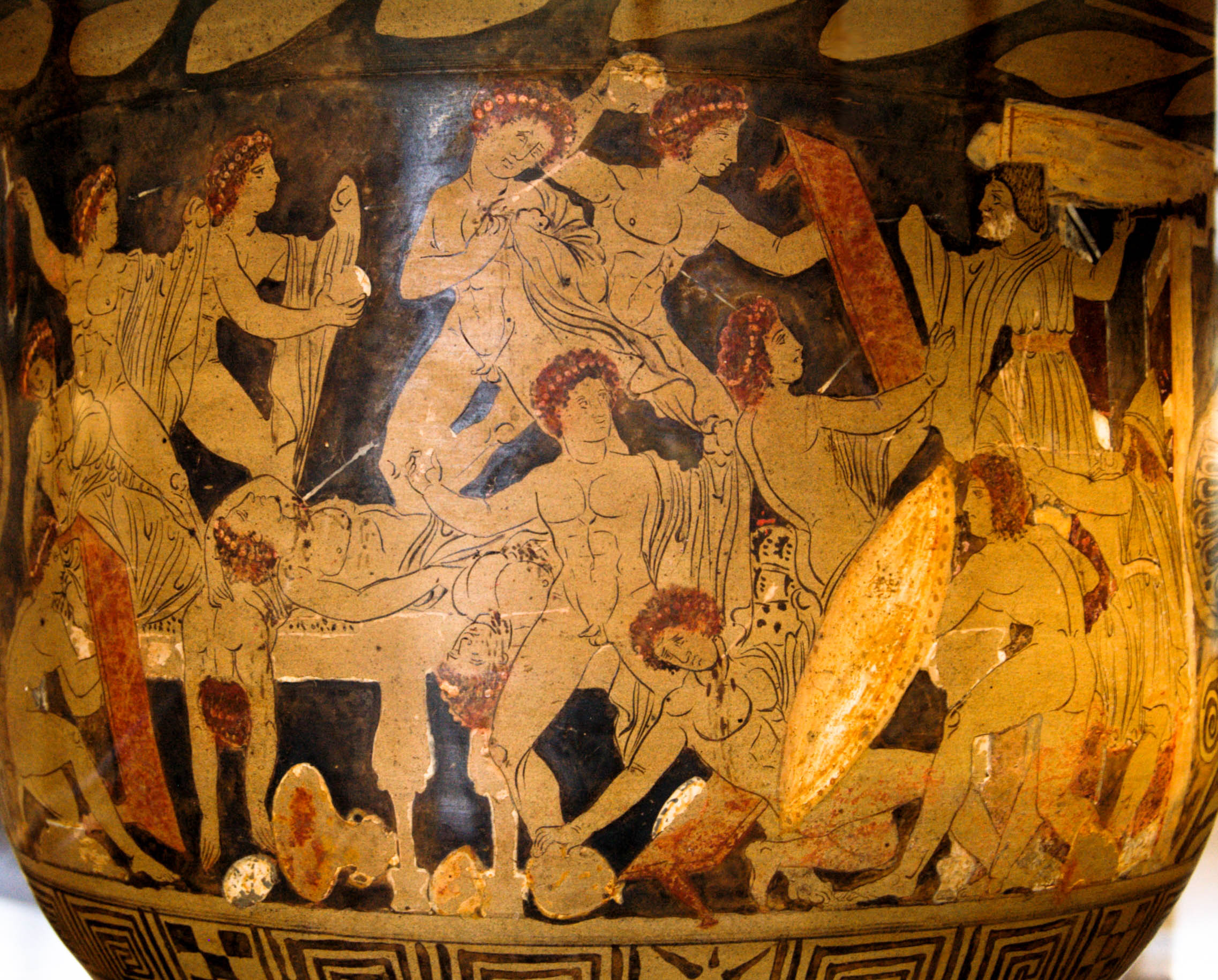
Massacre dels pretendents per Ulisses i Telèmac, crater campanià de figures vermelles del voltant de-330 aC, Museu del Louvre

Antínous, cap dels pretendents, es troba bevent quan Odisseu li travessa el coll amb una llança, i li dona mort. Davant les queixes dels altres, Odisseu respon amb paraules amenaçadores, i els pretendents temen per llurs vides. S'inicia la feroç lluita, amb els nombrosos pretendents per una banda i Odisseu, el seu fill i els seus dos fidels criats per una altra. Melanti, infidel cabrer d'Odisseu, aconsegueix armes, però gràcies a l'ajut d'Atena, tots aquells que traïren Odisseu van morint un per un. Els esclaus són penjats del coll al pati del palau, mentre que Melanti és tallat a trossos perquè se'l mengen els gossos. Odisseu manà a Euriclea que fes foc i netegés el pati amb sofre. L'esclava avisa les dones que foren fidels a l'heroi, que abracen el seu amo.

### Cant XXIII: Penèlope reconeix Odisseu
Després que Odisseu acabés amb els pretendents i perquè els veïns no sospitessin del que va ocórrer, Odisseu mana als presents que vesteixin llurs millors vestimentes i hi ballin. Euriclea presenta Odisseu davant Penèlope, però ella no el reconeix, ja que estava convençuda que ell era mort i l'aspecte que portava en aquell moment no era el mateix que quan va marxar cap a la guerra. Llavors, Odisseu descriu el jaç conjugal del matrimoni, i com el feu ell mateix d'una olivera. Penèlope, convençuda ja, abraça el seu espòs, que li narra les seves aventures, com per exemple quan es va enfrontar al ciclop, el monstre Escila, quan Circe va convertir tots els seus mariners en animals, etc. Finalment, li explica que encara haurà de fer un altre viatge, abans d'acabar la seva vida en una tranquil·la vellesa.

### Cant XXIV: El pacte
Les ànimes dels morts viatgen a l'Hades, on conten el que va ocórrer a Agamèmnon i Aquil·les, companys de l'heroi en l'expedició dels aqueus vers Troia. Odisseu marxa a casa del seu pare, Laertes, que està treballant a l'hort. L'home es troba envellit i afligit per la llarga absència del seu fill. Per ser reconegut, Odisseu li mostra la cicatriu i recorda els arbres que en la seva infància li regalà el pare. Mentrestant, els familiars dels pretendents s'uneixen en assemblea i demanen venjança per la mort dels seus estimats. Odisseu, el seu fill i el seu pare, que es troben a casa d'aquest, accepten el repte, i dona lloc a una lluita. Laertes dispara una llança que mata el pare d'Antínous, però en aquell moment s'atura la lluita. Hi intervé la dea Atena, que anima els habitants d'Ítaca a arribar a un pacte, perquè plegats visquin en pau durant els anys propers.

## Recepció crítica
L'Odissea i la Ilíada eren considerades, ja en època grega, clàssics i models que calia imitar, tant per l'estil com per la síntesi d'històries conegudes. Igualment, a Roma, la crítica va ser molt positiva amb les aventures d'Odisseu, que inspiren tragèdies i poemes èpics. De fet, la traducció o versió de l'Odissea en llatí, Odusia, de finals del segle iii aC, obra de Livi Andronic, es considera la primera obra de literatura llatina. Per contra, a l'edat mitjana, es considera una obra impia, per les trampes constants d'herois i déus (la victòria s'aconsegueix amb un ardit i no per justícia o valor) i per la moral hedonista que plana en les trobades dels personatges. En el Renaixement, es va tornar a valorar aquesta obra, si bé no tant com la poesia de Virgili, considerat el mestre suprem. En el barroc, Homer té un gran èxit a Espanya, però no a la resta d'Europa, tant per qüestions morals com per creure que el protagonista no actua com l'aristòcrata que és (per aquest motiu, es titlla l'obra de vulgar).
El segle xviii accentua els trets populars i folklòrics de l'obra, una falta per a la Il·lustració, però justament un dels motius pels quals torna a triomfar entre els romàntics, que veuen en Homer el paradigma de poeta del poble. Igualment, es revalora el tractament de la dona, amb els diferents tipus sensuals i passionals proposats. Al segle xx, l'Odissea es consagra com una obra clau en el cànon occidental, per la vigència de les seves històries.

## Traduccions al català
En vers
En català, s'han fet diverses traduccions de l'Odissea. Carles Riba en va fer una versió en vers hexàmetre que va anar refinant al llarg de més de trenta anys: la primera versió va ser publicada a l'Editorial Catalana de Barcelona el 1919; una primera revisió i actualització la va publicar a l'Editorial Alpha de Barcelona en dos volums el 1947-1948, reeditada en facsímil per Edicions de la Magrana (1993) amb les il·lustracions de E. C. Ricart; i la darrera versió controlada per ell publicada en un sol volum el 1953 també a l’Editorial Alpha. Aquesta versió va ser aclamada com a traducció magnífica i «un dels monuments indiscutibles de la literatura catalana del segle xx». La Casa dels Clàssics ha reeditat aquesta versió el 2010 dins de la Col·lecció Fundació Bernat Metge, afegint-hi les escasses correccions que el poeta va anotar en un exemplar particular seu i en unes proves de tiratge no enquadernades, que actualment es troben a l'Arxiu Nacional de Catalunya, i completant-la amb el text homèric en grec, establert segons els criteris filològics moderns, en el que constitueix la primera edició bilingüe i comentada de l’Odissea d’Homer amb la traducció en vers de Carles Riba.
El 2011, Joan F. Mira n'ha fet una d'«excel·lent» versió, també en hexàmetres, publicada per Edicions Proa el 2011.
En prosa
Joan Alberich i Mariné n'ha fet una traducció entenedora en prosa (La Magrana, 1998 i reimpressions; i Biblioteca Bàsica d'El Periódico / Sàpiens, Badalona, 2005), mentre que, en versió juvenil, hi ha adaptacions de Jesús Cortes (Bromera, 2001) i Albert Jané (Bambú, 2008).
En prosa - infantil
Rosa Navarro Duran ha publicat una versió infantil (Edebé, 2007). També cal esmentar una adaptació en còmic de Sam Ita, amb desplegables i relleus, publicada originalment en anglès i publicada per Editorial Cruïlla en català el 2011.
Llista d'algunes de les edicions en català, endreçades per data de publicació:
- Homer: L'Odissea. Editorial Catalana (1919) - primera versió en vers de Carles Riba.
- Homer: L'Odissea. Editorial Alpha (2 vols. 1947-1948) - versió revisada en vers de Carles Riba, il·lustrada per E. C. Ricart. Reimpresa en edició facsímil el 1993 per Edicions de la Magrana.
- Homer: L'Odissea. Editorial Alpha (1 vol. 1953) - versió revisada en vers de Carles Riba, considerada definitiva.
- Homer: L'odissea. Ed. de la Magrana (1998) - versió en prosa de Joan Alberich i Mariné. ISBN 978-84-7410-688-6.
- Homer: L'odissea. Ed. Bromera (2001) - edició juvenil, adaptació en prosa de Jesús Cortes, amb il·lustracions d'Enric Solbes. ISBN 978-84-7660-636-0.
- Homer: L'Odissea explicada als infants. Ed. Edebé (2007) - edició juvenil, adaptació en prosa de Rosa Navarro Duran, amb il·lustracions de Francesc Rovira. ISBN 978-84-236-8684-1.
- Homer: L'Odissea. Editorial Bambú-Editorial Casals, S.A. (2008) - versió juvenil en prosa d'Albert Jané, amb il·lustracions de Pep Montserrat.[12] (Premi Crítica Serra d'Or de Literatura Infantil i Juvenil, 2009)
- Homer: L'odissea. Castellnou (2008) - versió juvenil en prosa de Joan Alberich i Mariné, amb il·lustracions de Jaume Bosch. ISBN 978-84-9804-552-9
- Homer: L'Odissea. Fundació Bernat Metge (2010), revisió de la traducció en vers de Carles Riba del 1953; bilingüe català i grec, text homèric revisat i apartat crític de Francesc J. Cuartero i Iborra; notes a la traducció i mapes de Joan Alberich i Mariné.
- Homer: L'Odissea. Enciclopèdia Catalana (2010) - edició de bibliòfil de la versió en vers de Carles Riba del 1953, amb il·lustracions de Frederic Amat.[13]
- Homer, Odissea, Ed. Proa (2011) - versió en vers de Joan F. Mira. ISBN 978-84-7588-259-8.

## Obres derivades
De ben antic es va fer sentir la influència d'Homer i, en concret, de l'Odissea.
Al Cant XXVI de l'Infern, a la Commedia, Dante Alighieri es troba amb Odisseu al vuitè cercle de l'infern, on Odisseu afegeix un nou final a l'Odissea en la qual mai torna a Ítaca i en canvi continua la seva inquieta aventura. La crítica literària Edith Hall suggereix que la representació de Dante d'Odisseu s'ha d'entendre com una manifestació del colonialisme renaixentista i l'alterització de les noves terres, amb els cíclopes representant les “races monstruoses al voltant del món", i la seva derrota simbolitzant "la dominació romana del Mediterrani Occidental".
Algunes de les aventures d'Ulisses reapareixen als contes àrabs de Simbad i de Les mil i una nits.
Algunes obres, per l'enorme influència que hi té l'Odissea, es poden considerar obres derivades, tot i que el llegat homèric és present en moltíssims més autors posteriors.
- Història vertadera, de Llucià
- Ulisses (novel·la), de Joyce
- Els cants d'Ezra Pound
- Odissea de l'espai, d'Arthur C. Clarke.
- Ulysse 31, sèrie de dibuixos animats
- Ilium i Olympos, de Dan Simmons, en clau de ciència-ficció
- Itaca, de Konstandinos Kavafis
- Odisseu, d’Agustí Bartra, escrit el 1950 i publicat pòstumament el 1986 per Llibres del Mall.
- L'Odissea, una seqüela moderna, de Nikos Kazantzakis, és un poema èpic configurat com una mena de continuació del clàssic homèric, escrit al llarg de molt de temps (1925-1938).
- The Penelopiad (2005), de Margaret Atwood, escrita des del punt de vista de Penèlope i centrada en les dotze esclaves penjades per Odisseu al final del poema, que per a Atwood simbolitza la restauració d'un sistema patriarcal.[18]
- Circe, de Madeline Miller (2018) revisa la relació entre Odisseu i Circe a Eaea.[19]
- El cos invisible, de Núria Perpinyà (2025) revisita l'Odissea en un viatge pel cos humà.